# فامبير:ذا ماسكويراد بلودلاينس 2
فامبير:ذا ماسكويراد بلودلاينس 2 (بالإنجليزية: Vampire: The Masquerade – Bloodlines 2)‏ هي لعبة أكشن تقمص الأدوار قادمة من تطوير ونشر شركة بارادوكس إنتراكتيف ،اللعبة ستتوفر على أجهزة مايكروسوفت ويندوز،بلاي ستيشن 4،بلاي ستيشن 5 وإكس بوكس ون.